# Trichomorpha lamottei
Trichomorpha lamottei är en mångfotingart som beskrevs av Demange 1985. Trichomorpha lamottei ingår i släktet Trichomorpha och familjen Chelodesmidae. Inga underarter finns listade i Catalogue of Life.